# Vanity's Price
Vanity's Price er en amerikansk stumfilm fra 1924 instrueret af Roy William Neill.

## Medvirkende
- Anna Q. Nilsson som Vanna Du Maurier
- Stuart Holmes som Henri De Greve
- Wyndham Standing som Richard Dowling
- Arthur Rankin som Teddy
- Lucille Ricksen som Sylvia
- Robert Bolder som Bill Connors
- Cissy Fitzgerald som Mrs. Connors